# BD+20°2457 b
BD+20°2457 b es una enana marrón localizada aproximadamente entre 320 y 980 años luz en la constelación de Leo orbitando la estrella de tipo K BD+20°2457. Su masa es 21,42 veces la de Júpiter y orbita a un 4% más de distancia de su estrella que la Tierra. Su otro compañero de este sistema, BD+20°2457 c, es un planeta muy masivo ( con 12,47 veces la masa de Júpiter) por lo que es probable que se trate también de una enana marrón. Esta enana marrón fue descubierta el 10 de junio de 2009, usando el telescopio Hobby-Eberly.